# Pubarche
Pubarche – pojawienie się i wzrost owłosienia łonowego w okresie dojrzewania dziecka. Pubarche występuje wcześniej u dziewcząt niż u chłopców. Przedwczesne pojawienie się owłosienia łonowego może być jednym z pierwszych objawów zaburzeń hormonalnych, w tym przedwczesnego dojrzewania płciowego.